# タイリーク・エバンス
タイリーク・ジャミアー・エバンス（Tyreke Jamir Evans, 1989年9月19日 - ）は、アメリカ合衆国・ペンシルベニア州チェスター出身のプロバスケットボール選手。ポジションは主にガードを務める。2019年5月にリーグの反薬物プログラムの条項に違反したとして解雇され、NBAから一時期追放されたが、2022年2月に選手復権を果たした。

## 経歴

### 学生時代
高校時代はマクドナルド・オール・アメリカンゲームやパレード誌選出のオールアメリカンに選ばれるなど、全米級の高校生として活躍し、カレッジリクルートの主要サイトからは同年代No. 3のガード選手として格付けされた。2008年4月、ビラノバ大学ワイルドキャッツやテキサス大学ロングホーンズなどのカレッジバスケの強豪校からオファーがくるなか、メンフィス・タイガースへの進学を表明した。
大学でも順調に活躍し、1試合平均17.1得点、5.4リバウンド、3.9アシストを記録するなど、シーズン終了後にはカレッジ年間最優秀選手賞の権威あるオスカー・ロバートソン賞をフレッシュマン唯一のファイナリストにも選ばれた。その後、ワン・アンド・ダンで2009年のNBAドラフトにアーリーエントリーを表明した。

### サクラメント・キングス
2009年のNBAドラフトでサクラメント・キングスから全体4位で指名される。
ルーキーシーズンは、チームの主力であったケビン・マーティンの欠場もあり、リーディングスコアラー兼フロアリーダーとして活躍。

35点差からの記録的な逆転勝利をあげたシカゴ・ブルズ戦や多くの試合で勝負所の強さをみせ、レギュラーシーズン終了後には、NBA史上4人目(当時)となる20得点・5リバウンド・5アシストの成績でルーキー・オブ・ザ・イヤー を受賞した。

2年目のシーズンにはデマーカス・カズンズが加入し、チームとしての飛躍が期待されたが、契約最終年の2012-2013シーズンまでに向上は見られず、一度もプレーオフに進出することなく終わった。

オフシーズンになり、エバンスはキングスに残留することを望んだが、キングスはすでにカズンズを中心としたチーム作りを始めていたため、残留には至らず、4年総額4400万ドルの契約の後、ニューオーリンズ・ペリカンズへサイン・アンド・トレードで移籍した。

### ニューオーリンズ・ペリカンズ
2013-2014シーズン、ペリカンズではシックスマンとしての役割を求められたため、シーズン序盤は適応できずに成績を落としていたが、ドリュー・ホリデーやエリック・ゴードン、ライアン・アンダーソンなどの主力選手に怪我が相次ぎ、シーズン終盤の3月に繰り上がる形で先発メンバーになると、チームは5連勝を含む9勝7敗と月間としてはシーズン最高の勝率をあげる。

4月に入ると、アンソニー・デイビスが怪我で離脱し、主力選手がエバンスのみという状況に陥ったが、14日のオクラホマシティ・サンダー戦でキャリアハイの41得点を上げるなど、好調を維持してシーズンを終えた。

2014-2015シーズンは、自己最高の79試合に出場。シーズン終盤はドリュー・ホリデーが怪我で長期欠場したためにポイントガードのポジションに入ることが多くなったこともあり、自己最高の平均6.6アシストを記録するなど、オフェンスを牽引。チーム4年振りのプレーオフ出場に貢献し、自身初のプレーオフに出場したが、リーグ最高勝率を記録したゴールデンステート・ウォリアーズに4戦全敗を喫した。

更なる飛躍が期待された2015-2016シーズンだったが、開幕前に右膝の手術を余儀なくされ、チームは多才な能力を併せ持つエバンスの不在を痛感させられる型となり、スタートダッシュに大失敗。エバンスは4勝14敗で迎えた12月1日のメンフィス・グリズリーズ戦でようやく復帰し、21得点10アシストを記録した。しかし、右膝の状態は思わしくなく、2月10日に再手術となり、シーズン残り全試合を欠場した。

2016-2017シーズンも前述の手術の影響で開幕から欠場。更に12月に入り左足脹脛の手術が必要となったことが判明。シーズンデビューが更に遅れる見通しとなった。2017年に入り漸く復帰したものの、NBAオールスターゲームが開催された2月19日にデマーカス・カズンズ絡みの大型トレードで古巣のサクラメント・キングスに復帰となった。

### メンフィス・グリズリーズ
2017年7月7日、メンフィス・グリズリーズと1年330万ドルで契約した。

### インディアナ・ペイサーズ
2018年7月6日、インディアナ・ペイサーズにサインし移籍した。

### リーグ追放に
2019年5月17日、NBAとNBA選手会が規定する薬物禁止プログラムを違反したエバンスの選手登録を剥奪したことが発表された。これにより、エバンスは2年間NBAとGリーグなどでプレーすることが出来なくなった。2022年にNBAとNBPAは、アンチドラッグ・プログラムに基づく禁止薬物の陽性反応により、NBA選手としての復権要求を認めた。その後、リーグ復帰を目指し、同年2月27日にミルウォーキー・バックスとワークアウト行うことが報じられた。

### Gリーグ、国外でのキャリア
2022年3月17日、ウィスコンシン・ハードに加入したが、3月24日、チームからウェイブされた。
2022年12月、2023年3月からリーグ戦が始まるBSNに所属するインディオス・デ・マヤグエスとの契約が発表された。

## プレースタイル
ポイントガードからスモールフォワードまでのポジションをこなすことができるユーティリティプレイヤーであり、優れたボールハンドリングと強靭な身体を生かしたドライブを武器に得点やアシストを重ねるスラッシャータイプの選手で、味方と自分の得点チャンスを作り出すことに長けている。ドリブルスキルではインアンドアウトを得意とし、インアンドアウトからクロスオーバーやスピンムーブを組み合わせる動きが見られる。

## 個人成績

### NBAレギュラーシーズン
| シーズン | チーム | GP  | GS  | MPG  | FG%  | 3P%  | FT%  | RPG | APG | SPG | BPG | TO  | PPG  |
| -------- | ------ | --- | --- | ---- | ---- | ---- | ---- | --- | --- | --- | --- | --- | ---- |
| 2009–10  | SAC    | 72  | 72  | 37.2 | .458 | .255 | .748 | 5.3 | 5.8 | 1.5 | .4  | 3.0 | 20.1 |
| 2010–11  | SAC    | 57  | 57  | 37.0 | .409 | .291 | .771 | 4.8 | 5.6 | 1.5 | .5  | 3.2 | 17.8 |
| 2011–12  | SAC    | 63  | 61  | 34.3 | .453 | .202 | .779 | 4.6 | 4.5 | 1.3 | .5  | 2.7 | 16.5 |
| 2012–13  | SAC    | 65  | 61  | 31.0 | .478 | .338 | .775 | 4.4 | 3.5 | 1.4 | .4  | 2.0 | 15.2 |
| 2013–14  | NOP    | 72  | 22  | 28.2 | .436 | .221 | .771 | 4.7 | 5.0 | 1.2 | .3  | 2.4 | 14.5 |
| 2014–15  | NOP    | 79  | 76  | 34.1 | .447 | .304 | .694 | 5.3 | 6.6 | 1.3 | .5  | 3.1 | 16.6 |
| 2015–16  | NOP    | 25  | 25  | 30.6 | .433 | .388 | .796 | 5.2 | 6.6 | 1.3 | .3  |     | 15.2 |
| 2016–17  | NOP    | 26  | 0   | 18.2 | .401 | .300 | .776 | 3.3 | 3.5 | .9  | .2  |     | 9.5  |
| 2016–17  | SAC    | 14  | 6   | 22.4 | .413 | .408 | .706 | 3.6 | 2.4 | .9  | .4  |     | 11.6 |
| 2017–18  | MEM    | 52  | 32  | 30.9 | .452 | .381 | .785 | 5.2 | 5.2 | 1.1 | .3  |     | 19.4 |
| 2018–19  | IND    | 69  | 18  | 20.3 | .389 | .356 | .719 | 2.9 | 2.4 | .8  | .3  |     | 10.2 |
| 通算     | 通算   | 594 | 426 | 30.7 | .440 | .323 | .757 | 4.6 | 4.8 | 1.2 | .4  |     | 15.7 |

### プレーオフ
| シーズン | チーム | GP | GS | MPG  | FG%  | 3P%  | FT%  | RPG | APG | SPG | BPG | PPG  |
| -------- | ------ | -- | -- | ---- | ---- | ---- | ---- | --- | --- | --- | --- | ---- |
| 2016     | NOP    | 4  | 4  | 31.3 | .326 | .182 | .588 | 5.0 | 5.0 | 1.3 | .3  | 10.0 |
| 2019     | IND    | 4  | 0  | 21.0 | .438 | .550 | .571 | 4.3 | .8  | .5  | .3  | 15.3 |
| 通算     | 通算   | 8  | 4  | 26.1 | .385 | .419 | .581 | 4.6 | 2.9 | .9  | .3  | 12.6 |

### カレッジ
| シーズン | チーム     | GP | GS | MPG  | FG%  | 3P%  | FT%  | RPG | APG | SPG | BPG | PPG  |
| -------- | ---------- | -- | -- | ---- | ---- | ---- | ---- | --- | --- | --- | --- | ---- |
| 2008–09  | メンフィス | 37 | 35 | 29.0 | .455 | .274 | .711 | 5.4 | 3.9 | 2.1 | .8  | 17.1 |

## 受賞歴
- NBAオールルーキー・ファーストチーム (2010)
- NBA新人王 (2010)
- NBAルーキーチャレンジMVP (2010)
- オールC-USA（英語版）ファーストチーム (2009)
- C-USAフレッシュマン・オブ・ザ・イヤー (2009)
- C-USAトーナメントMVP (2009)
- マクドナルド・オール・アメリカンMVP (2008)
- パレード誌オールアメリカン・ファーストチーム (2008)
- パレード誌オールアメリカン・フォースチーム (2007)